# Roman Smolik
Roman Smolik (ur. 16 kwietnia 1926 w Tarnowie, zm. 9 września 2007 we Wrocławiu) – polski lekarz specjalista medycyny wewnętrznej i medycyny pracy, nauczyciel akademicki.

## Życiorys
Urodził się 16 kwietnia 1926 r. w Tarnowie. Od 1953 pracował w Akademii Medycznej we Wrocławiu. W 1963 doktoryzował się, a w 1969 został docentem, zaś w latach 1974 i 1980 otrzymał tytuły odpowiednio profesora nadzwyczajnego i zwyczajnego. W latach 1970–1981 był kierownikiem Kliniki Chorób Zawodowych Instytutu Chorób Wewnętrznych, następnie do 1996 r. kierownikiem Katedry i Kliniki Chorób Wewnętrznych i Zawodowych. W latach 1966–1970 był prodziekanem Wydziału Lekarskiego, a następnie do 1978 r. prorektorem ds. klinicznych.
Autor ok. 300 artykułów, trzech podręczników i dwóch monografii. Promotor 18 doktorów i 7 habilitacji.
Zmarł 9 września 2007 r. we Wrocławiu i został pochowany na cmentarzu św. Wawrzyńca przy ul. Bujwida we Wrocławiu.